# Idelphonse Favé
Idelphonse Favé (Dreux, 28 febbraio 1812 – Parigi, 14 marzo 1894) è stato un militare e scrittore francese.

## Biografia
Entrò nella École polytechnique nel 1830, passando poi alla École d'application di Metz dalla quale uscì col grado di tenente d'artiglieria. Nel 1841 pubblicò un'opera tecnica dal titolo Nouveau système de défense des places fortes, e venne destinato alla manifattura d'armi a Tulle. Nel 1845, divenne direttore aggiunto della medesima manifattura, in particolare con la gestione del deposito d'armi d'artiglieria. Pubblicò quasi contemporaneamente una Histoire tactique des trois armes.
Nel 1846, pubblicò il primo volume degli Études sur le passé et l'avenir de l'artillerie, scritto da Luigi Napoleone Bonaparte durante la sua detenzione al forte di Ham; nel 1847, studiò un nuovo modello di carabina da adottare per l'esercito francese.
Luigi Napoleone, divenuto presidente della Repubblica francese nel 1848, chiamò Favé a pubblicare il suo Nouveau système d'artillerie nel 1850, opera per la quale viaggiò in Inghilterra, Paesi Bassi e Belgio per approfondire i propri studi in materia d'artiglieria (dalla fabbricazione degli esplosivi all'organizzazione delle manifatture d'armi).
Al suo ritorno, venne nominato professore di fortificazioni alla École polytechnique, divenendo ufficiale d'ordinanza di Luigi Napoleone nel 1852, dal quale poi venne nominato chef d'escadron.
Nel 1853, nel corso della guerra di Crimea, studiò per l'attacco al porto di Kronštadt delle batterie fluttuanti corazzate a vapore che verranno poi utilizzate da lui medesimo anche a Sebastopoli nel 1855.
Divenuto capo del gabinetto militare di Napoleone III durante la campagna militare italiana, lavorò sui cannoni all'epoca esistenti per la creazione delle prime mitragliatrici da impiegare sul campo. Nominato colonnello nel 1859, il 13 agosto 1865 venne promosso a generale di brigata e venne poi nominato comandante della École polytechnique nel 1866. Prese parte alla difesa di Parigi del 1870.
Si ritirò in riserva il 28 febbraio 1874 ed ottenne contemporaneamente la croce di grand'ufficiale della Legion d'onore. Fu professore d'arte militare al Politecnico dal 1874 al 1882 quando decise di ritirarsi in pensione.
Il 10 luglio 1876 venne eletto membro dell' Académie des sciences, rimpiazzando il barone Séguier.

## Opere
- L'armée française depuis la guerre, 1874-1875 ;
- Cours d'art militaire.